# Municipio de Hawthorne
El municipio de Hawthorne (en inglés, Hawthorne Township) es un municipio del condado de White, Illinois, Estados Unidos. Tiene una población estimada, a mediados de 2022, de 249 habitantes.
Abarca una zona exclusivamente rural.

## Geografía
Está ubicado en las coordenadas 38°5′19″N 88°4′9″O / 38.08861, -88.06917 (38.088681, -88.069304). Según la Oficina del Censo de los Estados Unidos, tiene una superficie total de 139.9 km², de la cual 136.9 km² corresponden a tierra firme y 3.0 km² están cubiertos de agua.

## Demografía
Según el censo de 2020, en ese momento había 273 personas residiendo en la zona. La densidad de población era de 2.0 hab./km². El 92.31 % de los habitantes eran blancos, el 1.47 % eran afroamericanos, el 0.37 % era amerindio, el 0.73 % eran isleños del Pacífico, el 0.37 % era de otra raza y el 4.76 % eran de una mezcla de razas. Del total de la población, el 1.83 % eran hispanos o latinos de cualquier raza.